# Gunung Lebabahmeugendrang
Gunung Lebabahmeugendrang är ett berg i Indonesien.   Det ligger i provinsen Aceh, i den västra delen av landet, 1 800 km nordväst om huvudstaden Jakarta. Toppen på Gunung Lebabahmeugendrang är 664 meter över havet.
Terrängen runt Gunung Lebabahmeugendrang är kuperad åt nordost, men åt sydväst är den bergig.Runt Gunung Lebabahmeugendrang är det glesbefolkat, med 17 invånare per kvadratkilometer. I omgivningarna runt Gunung Lebabahmeugendrang växer i huvudsak städsegrön lövskog.